# Michel Hatte
Pour les articles homonymes, voir Hatte.
Michel Hatte (2 juillet 1931 - 11 mai 1998) fut le propriétaire, entre 1965 et 1990, de la plus ancienne enseigne de magie d'Europe, Mayette Magie Moderne. Il laissera ensuite sa place à Dominique Duvivier. 

## Biographie
En 1965, Michel Hatte achète le magasin et la maison d'édition Mayette Magie Moderne, auparavant propriété d'André Mayette, et fait connaître la boutique à travers le milieu de la magie. De nombreuses personnalités du spectacle s'inspirent des lieux pour faire naître leur vocation, dont Muriel Mayette-Holtz, petite-fille de l'ancien propriétaire. Les illusionnistesDavid Copperfield[source insuffisante] ou encore Bernard Bilis en seraient les clients.
Michel Hatte co-édite le magazine Mad Magic aux côtés de son ami Jean Merlin sur la conception de James Hodges. Pendant sa gestion, la boutique porte le nom de Magie Moderne Hatte Mayette. Il vend à la fois des farces et attrapes et du matériel de magie. 

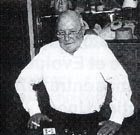
Michel Hatte dans la boutique du 8, rue des Carmes à Paris

Il est également été président de la Chambre des Illusionnistes de Paris.
Il est l'époux de Geneviève Lebas, fille de l'ancien préfet de la Libération et député Édouard Lebas. Il est le grand-père du conseiller de Paris Paul Hatte, benjamin de l'assemblée parisienne et élu du 17e arrondissement. Il est le cousin de Bernard Courtault.

## Postérité

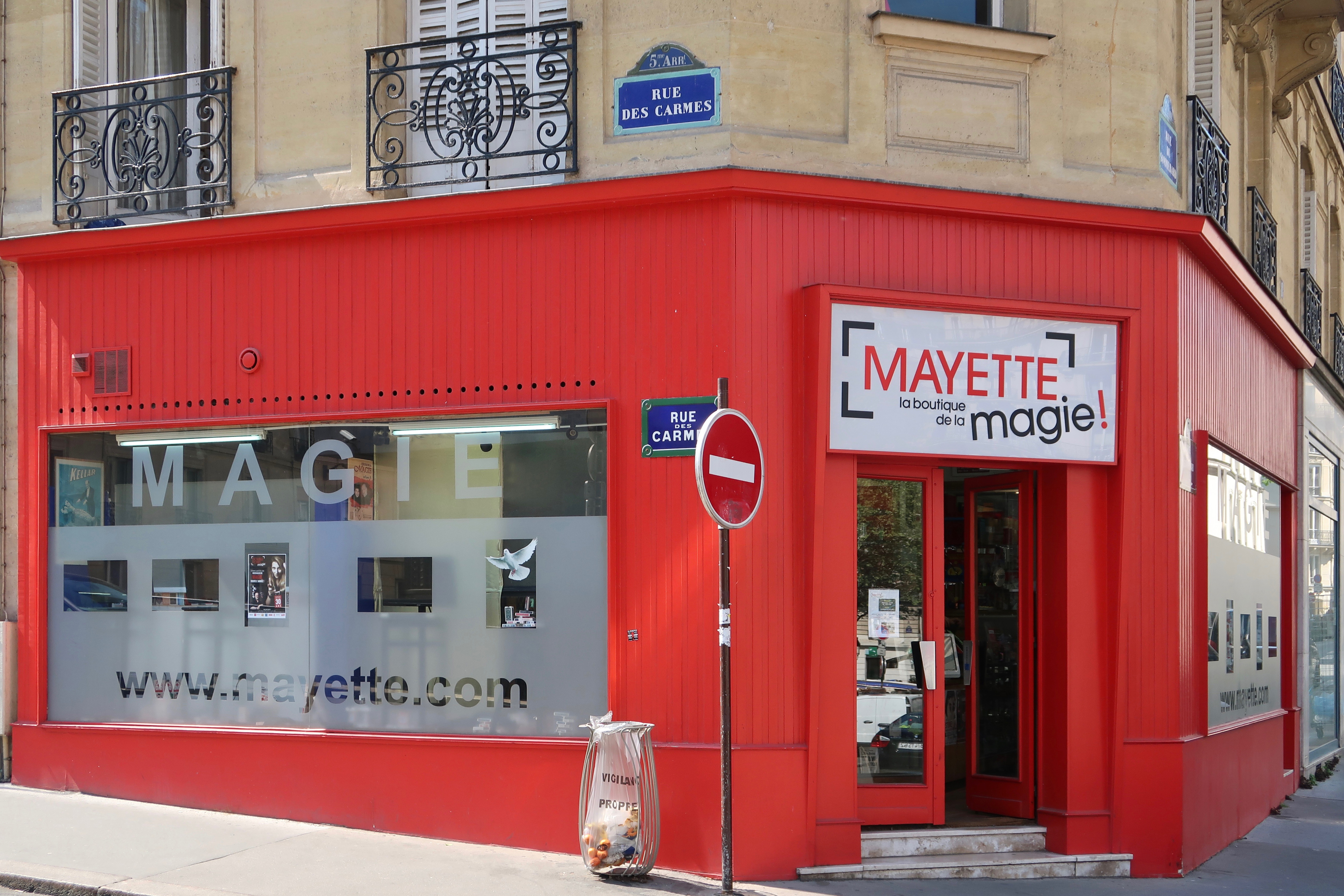
Façade de la boutique
du 8, rue des Carmes (Paris).

Lors d’une vente aux enchères salle Drouot, il fut considéré par le journal Libération comme « le premier fabricant et marchand de matériel pour illusionnistes et magiciens en France, de 1965 à 1991 ».

## Publications
Michel Hatte publia de 1976 à 1985 le magazine Mad Magic, conçu alors par James Hodges et édité par Jean Merlin. Considérée comme l'« une des plus importantes revues magiques », on retrouve parmi les auteurs ponctuels réunis par Michel Hatte de nombreux magiciens de renom : Bernard Bilis, Gaëtan Bloom, Christian Chelman, Christian Fechner, Albert Goshman, Fred Kaps, Jean-Jacques Sanvert, ou encore Juan Tamariz.